# Conférence de Kiental
La conférence de Kiental (ou Kienthal) est une réunion socialiste contre la guerre qui s'est tenue en Suisse du 24 au 30 avril 1916, dans le village de Kiental (dans l'Oberland bernois). Cette conférence aux idées internationalistes fait suite à celle de Zimmerwald, qui s'était déroulée l'année précédente, également dans le canton de Berne.

## Sujet des discussions
Le sujet principal des débats est la Première Guerre mondiale. Les participants dénoncent ce conflit qu'ils décrivent comme meurtrier, long et inutile. Selon eux, c'est le peuple qui se ruine et qui souffre en silence pour satisfaire les bourgeois capitalistes. Le manifeste de la Conférence déclare d'ailleurs :

« Cette guerre, peuples travailleurs, n'est pas la vôtre, mais vous en êtes les victimes. »

Les coupables de ce désastre humain sont tout désignés : le délire nationaliste ainsi que la domination impérialiste des gouvernements bourgeois (qu'ils soient républicains ou monarchistes). De plus, les délégués de la Conférence citent les journaux « alimentés aux fonds secrets », les industriels « fournisseurs aux armées et profiteurs de guerre », les bourgeois et les réactionnaires « qui se réjouissent de voir tomber sur les champs de bataille ceux qui menaçaient hier leurs privilèges usurpés, c'est-à-dire les socialistes, et les ouvriers syndicalistes et les paysans », la diplomatie secrète et l’Église. Les participants désignent comme cause de la guerre le capitalisme.

## Objectifs fixés
Les réunions fraternelles et internationales de Zimmerwald et de Kiental appellent à une paix immédiate et sans indemnités ni annexions, dite « paix blanche ». De plus, une minorité emmenée par Lénine défend le programme de transformer la « guerre impérialiste » en « guerre révolutionnaire » et de fonder une nouvelle Internationale.
Les socialistes appellent aussi à faire pression sur les gouvernements au moyen de grèves et de manifestations européennes. Ainsi, ils espèrent affaiblir les belligérants et faire arrêter la guerre. Les derniers mots du manifeste soulignent cette idée :

« À bas la guerre ! Vive la paix ! La paix immédiate et sans annexions ! Vive le socialisme international ! »

## Participants
44 délégués socialistes participent à la Conférence. Ils viennent de nombreux pays européens, y compris des belligérants : la Suisse, l'Allemagne, l'Italie, la Pologne, la Serbie, la Russie et le Portugal sont représentés. Les sept représentants suisses sont : Robert Grimm, Ernst Nobs, Fritz Platten, Ernest Paul Graber, Hermann Greulich, Charles Naine et Agnès Robmann. Côté russe, de futurs acteurs de la révolution d'Octobre comme Lénine et Zinoviev sont présents. La France, quant à elle, ne devait pas être présente, car son gouvernement a refusé de donner des passeports aux socialistes. Trois députés français de la SFIO arrivent tout de même à Kiental : Pierre Brizon, Alexandre Blanc et Jean-Pierre Raffin-Dugens. Toutefois, ils n'ont qu'un statut d'observateur non mandatés.
Pierre Brizon écrira tout de même le manifeste de cette conférence, accepté à l'unanimité des participants.